# 정의개발당 (모로코)
정의개발당(아랍어: حزب العدالة والتنمية, 베르베르어: Akabar n Tanezzarfut d Taneflit, 프랑스어: Parti de la justice et du développement, 영어: Justice and Development Party)은 모로코의 정당이다. 이슬람주의, 이슬람 민주주의를 표방한다.

## 같이 보기
- 정의개발당 (튀르키예)
- 이슬람 민주주의 정당 목록